# Onobrychis cadevallii
Onobrychis cadevallii är en ärtväxtart som beskrevs av Émile Jahandiez och Al. Onobrychis cadevallii ingår i släktet esparsetter, och familjen ärtväxter. Inga underarter finns listade i Catalogue of Life.